# Heleen ter Meulen
Helena Johanna (Heleen) ter Meulen (Amsterdam, 13 juni 1871 - Hilversum, 27 januari 1953) was een pionier van het medisch maatschappelijk werk in Nederland.
Ter Meulen was een telg uit het geslacht Ter Meulen en dochter van de zakenman Jan ter Meulen (1846-1916) en Henriette Antoinette Leembruggen (1845-1920). Via haar bijna even oude tante Johanna ter Meulen (1867-1937), zus van haar vader, een pionier van de sociale woningbouw in Amsterdam, voorzitster van de Maatschappij tot Nut van ’t Algemeen, kwam ze in contact met het milieu van de actieve, opstandige Amsterdamse vrouwen, die men later als feministen bestempelde.
Zuster ter Meulen was initiatiefneemster van de maatschappelijke zorg voor de patiënt in Nederland. Ze begon hiermee in 1913 in het Wilhelminaziekenhuis te Amsterdam. Zij noemde het “maatschappelijk ziekenhuiswerk” en had hiervoor in Engeland een opleiding gehad voor maatschappelijk werk voor zieken. Zuster ter Meulen kreeg steun van dr. Jan Kuiper (1862-1938), van 1893 tot 1929 geneesheer-directeur van het Wilhelmina-Gasthuisen en van 1919 tot 1929 tevens lector aan de Universiteit van Amsterdam. In het eerste jaar (1913-1914) bracht Zuster ter Meulen 1452 bezoeken aan (gewezen) patiënten en werd door haar en haar medewerksters in 820 gevallen hulp verleend. Het werk breidde zich snel uit over alle afdelingen en ook naar andere ziekenhuizen in Nederland. In 1916 startte zij ook in het Binnengasthuis met dit maatschappelijk werk.
In 1916 richtte ze de Vereniging voor Maatschappelijk Werk in de Ziekenhuizen op, dat later werd overgenomen door de gemeentelijke gezondheidsdienst van Amsterdam, de GG & GD. Zuster Heleen trok zich terug in 1923. Voor haar verdiensten ontving ze de legpenning in zilver van de Gemeente Amsterdam en de onderscheiding van Ridder in de Orde van Oranje-Nassau. Op de penning zien we een Amsterdams wapen met de spreuk INGENIO ARTI VIRTVTI, op de achterzijde staat 1 november, H.J. ter Meulen en de jaartallen 1895-1930.